# Paratiberioides laminatus
Paratiberioides laminatus es una especie de coleóptero de la familia Passalidae.

## Distribución geográfica
Habita en Célebes (Indonesia).